# The Royal Commission on the Ancient and Historical Monuments of Scotland
The Royal Commission on the Ancient and Historical Monuments of Scotland ("La commissione reale per i monumenti antichi e storici", in inglese), abbreviato RCAHMS, è l'ente scozzese per la tutela dei beni architettonici. È un Non-departmental public body finanziato dal Parlamento scozzese attraverso la Architecture Policy Unit del Governo scozzese.